# 斯特拉 (內布拉斯加州)
斯特拉（英語：Stella）是位於美國內布拉斯加州理查森縣的村。

## 人口
根據2020年美國人口普查的數據，斯特拉的面積為0.46平方千米，皆為陸地。當地共有人口150人，而人口密度為每平方千米326人。